# 爱因斯坦求和约定
在數學裏，特別是將線性代數套用到物理時，愛因斯坦求和約定（Einstein summation convention）是一種標記的約定，又稱為愛因斯坦標記法（Einstein notation），在處理關於坐標的方程式時非常有用。這約定是由阿爾伯特·愛因斯坦於1916年提出的。後來，愛因斯坦與友人半開玩笑地說：「這是數學史上的一大發現，若不信的話，可以試著返回那不使用這方法的古板日子。」
按照愛因斯坦求和約定，當一個單獨項目內有標號變數出現兩次，一次是上標，一次是下標時，則必須總和所有這單獨項目的可能值。通常而言，標號的標值為1、2、3（代表維度為三的歐幾里得空間），或0、1、2、3（代表維度為四的時空或閔可夫斯基時空）。但是，標值可以有任意值域，甚至（在某些應用案例裏）無限集合。這樣，在三維空間裏，
{\displaystyle y=c_{i}x^{i}\,\!}
的意思是
{\displaystyle y=\sum _{i=1}^{3}c_{i}x^{i}=c_{1}x^{1}+c_{2}x^{2}+c_{3}x^{3}\,\!}。
請特別注意，上標並不是指數，而是標記不同坐標。例如，在直角坐標系裏，{\displaystyle x^{1}\,\!}、{\displaystyle x^{2}\,\!}、{\displaystyle x^{3}\,\!}分別表示{\displaystyle x\,\!}坐標、{\displaystyle y\,\!}坐標、{\displaystyle z\,\!}坐標，而不是{\displaystyle x\,\!}、{\displaystyle x\,\!}的平方、{\displaystyle x\,\!}的立方。

## 簡介
愛因斯坦標記法的基本點子是餘向量與向量可以形成純量：
{\displaystyle y=c_{1}x^{1}+c_{2}x^{2}+c_{3}x^{3}+\cdots +c_{n}x^{n}\,\!}。
通常會將這寫為求和公式形式：
{\displaystyle y=\sum _{i=1}^{n}c_{i}x^{i}\,\!}。
在基底變換之下，純量保持不變。當基底改變時，一個向量的線性變換可以用矩陣來描述，而餘向量的線性變換則需用其逆矩陣來描述。這樣的設計為的是要保證，不論基底為何，伴隨餘向量的線性函數（即上述總和）保持不變。由於只有總和不變，而總和所涉及的每一個項目都有可能會改變，所以，愛因斯坦提出了這標記法，重複標號表示總和，不需要用到求和符號：
{\displaystyle y=c_{i}x^{i}\,\,\!}
採用愛因斯坦標記法，餘向量都是以下標來標記，而向量都是以上標來標記。標號的位置具有特別意義。請不要將上標與指數混淆在一起，大多數涉及的方程式都是線性，不超過變數的一次方。在方程式裏，單獨項目內的標號變數最多只會出現兩次，假若多於兩次，或出現任何其它例外，則都必須特別加以說明，才不會造成含意混淆不清。

## 向量的表示
在線性代數裏，採用愛因斯坦標記法，可以很容易的分辨向量和餘向量（又稱為1-形式）。向量的分量是用上標來標明，例如，{\displaystyle a^{i}\,\!}。給予一個{\displaystyle n\,\!}維向量空間{\displaystyle \mathbb {V} \,\!}和其任意基底{\displaystyle \mathbf {e} =(\mathbf {e} _{1},\mathbf {e} _{2},\dots ,\mathbf {e} _{n})\,\!}（可能不是標準正交基），那麼，向量{\displaystyle \mathbf {a} \,\!}表示為
{\displaystyle \mathbf {a} =a^{i}\mathbf {e} _{i}={\begin{bmatrix}a^{1}\\a^{2}\\\vdots \\a^{n}\end{bmatrix}}\,\!}。
餘向量的分量是用下標來標明，例如，{\displaystyle \alpha _{i}\,\!}。給予{\displaystyle \mathbb {V} \,\!}的對偶空間{\displaystyle \mathbb {V} ^{*}\,\!}和其任意基底{\displaystyle {\boldsymbol {\omega }}=({\boldsymbol {\omega }}^{1},{\boldsymbol {\omega }}^{2},\dots ,{\boldsymbol {\omega }}^{n})\,\!}（可能不是標準正交基），那麼，餘向量{\displaystyle {\boldsymbol {\alpha }}\,\!}表示為
{\displaystyle {\boldsymbol {\alpha }}=\alpha _{i}{\boldsymbol {\omega }}^{i}={\begin{bmatrix}\alpha _{1}&\alpha _{2}&\cdots &\alpha _{n}\end{bmatrix}}\,\!}。
採用向量的共變和反變術語，上標表示反變向量（向量）。對於基底的改變，從{\displaystyle \mathbf {e} \,\!}改變為{\displaystyle {\overline {\mathbf {e} }}\,\!}，反變向量會變換為
{\displaystyle {\overline {a}}^{i}={\frac {\partial {\overline {x}}^{i}}{\partial x^{j}}}a^{j}\,\!}；
其中，{\displaystyle {\overline {a}}^{i}\,\!}是改變基底後的向量的分量，{\displaystyle {\overline {x}}^{i}\,\!}是改變基底後的坐標，{\displaystyle x^{j}\,\!}是原先的坐標，
下標表示共變向量（餘向量）。對於基底的改變，從{\displaystyle {\boldsymbol {\omega }}\,\!}改變為{\displaystyle {\overline {\boldsymbol {\omega }}}\,\!}，共變向量會會變換為
{\displaystyle {\overline {\alpha }}_{i}={\frac {\partial x^{i}}{\partial {\overline {x}}^{j}}}\alpha _{j}\,\!}。

## 一般運算
矩陣{\displaystyle A\,\!}的第{\displaystyle m\,\!}橫排，第 {\displaystyle n\,\!}豎排的元素，以前標記為{\displaystyle A_{mn}\,\!}；現在改標記為{\displaystyle A_{n}^{m}\,\!}。各種一般運算都可以用愛因斯坦標記法來表示如下：

### 內積
給予向量{\displaystyle \mathbf {a} \,\!}和餘向量{\displaystyle {\boldsymbol {\alpha }}\,\!}，其向量和餘向量的內積為純量：
{\displaystyle \mathbf {a} \cdot {\boldsymbol {\alpha }}=a_{i}\alpha ^{i}\,\!}。

### 向量乘以矩陣
給予矩陣{\displaystyle A\,\!}和向量{\displaystyle \mathbf {a} \,\!}，它們的乘積是向量{\displaystyle \mathbf {b} \,\!}：
{\displaystyle b^{i}=A_{j}^{i}a^{j}\,\!}。
類似地，矩陣{\displaystyle A\,\!}的轉置矩陣{\displaystyle B=A^{\mathrm {T} }\,\!}，其與餘向量{\displaystyle {\boldsymbol {\alpha }}\,\!}的乘積是餘向量{\displaystyle {\boldsymbol {\beta }}\,\!}：
{\displaystyle \beta _{j}=B_{j}^{i}\alpha _{i}=\alpha _{i}B_{j}^{i}\,\!}。

### 矩陣乘法
矩陣乘法表示為
{\displaystyle C_{k}^{i}=A_{j}^{i}\,B_{k}^{j}\,\!}。
這公式等價於較冗長的普通標記法：
{\displaystyle C_{ik}=(A\,B)_{ik}=\sum _{j=1}^{N}A_{ij}B_{jk}\,\!}。

### 跡
給予一個方塊矩陣{\displaystyle A_{j}^{i}\,\!}，總和所有上標與下標相同的元素{\displaystyle A_{i}^{i}\,\!}，可以得到這矩陣的跡{\displaystyle t\,\!}：
{\displaystyle t=A_{i}^{i}\,\!}。

### 外積
M維向量{\displaystyle \mathbf {a} \,\!}和N維餘向量{\displaystyle {\boldsymbol {\alpha }}\,\!}的外積是一個M×N矩陣{\displaystyle A\,\!}：
{\displaystyle A=\mathbf {a} \,{\boldsymbol {\alpha }}\,\!}。
採用愛因斯坦標記式，上述方程式可以表示為
{\displaystyle A_{j}^{i}=a^{i}\,\alpha _{j}\,\!}
由於{\displaystyle i\,\!}和{\displaystyle j\,\!}代表兩個不同的標號，在這案例，值域分別為M和N，外積不會除去這兩個標號，而使這兩個標號變成了新矩陣{\displaystyle A\,\!}的標號。

## 向量的內積
一般力學及工程學會用互相標準正交基的基底向量{\displaystyle {\hat {\mathbf {i} }}\,\!}、{\displaystyle {\hat {\mathbf {j} }}\,\!}及{\displaystyle {\hat {\mathbf {k} }}\,\!}來描述三維空間的向量。
{\displaystyle \mathbf {u} =u_{x}{\hat {\mathbf {i} }}+u_{y}{\hat {\mathbf {j} }}+u_{z}{\hat {\mathbf {k} }}\,\!}。
把直角坐標系的基底向量{\displaystyle {\hat {\mathbf {i} }}\,\!}、{\displaystyle {\hat {\mathbf {j} }}\,\!}及{\displaystyle {\hat {\mathbf {k} }}\,\!}寫成{\displaystyle {\hat {\mathbf {e} }}_{1}\,\!}、{\displaystyle {\hat {\mathbf {e} }}_{2}\,\!}及{\displaystyle {\hat {\mathbf {e} }}_{3}\,\!}，所以一個向量可以寫成：
{\displaystyle \mathbf {u} =u_{1}{\hat {\mathbf {e} }}_{1}+u_{2}{\hat {\mathbf {e} }}_{2}+u_{3}{\hat {\mathbf {e} }}_{3}=\sum _{i=1}^{3}u_{i}{\hat {\mathbf {e} }}_{i}\,\!}。
根據愛因斯坦求和约定，若單項中有標號出現兩次且分別位於上標及下標，則此項代表著所有可能值之總和：
{\displaystyle \mathbf {u} =u^{i}{\hat {\mathbf {e} }}_{i}=\sum _{i=1}^{3}u^{i}{\hat {\mathbf {e} }}_{i}\,\!}。
由於基底是標準正交基，{\displaystyle \mathbf {u} \,\!}的每一個分量{\displaystyle u^{i}=u_{i}\,\!}，所以，
{\displaystyle \mathbf {u} =\sum _{i=1}^{3}u_{i}{\hat {\mathbf {e} }}_{i}\,\!}。
兩個向量{\displaystyle \mathbf {u} \,\!}與{\displaystyle \mathbf {v} \,\!}的内积是
{\displaystyle \mathbf {u} \cdot \mathbf {v} =(u^{i}{\hat {\mathbf {e} }}_{i})\cdot (v^{j}{\hat {\mathbf {e} }}_{j})=\left(\sum _{i=1}^{3}u_{i}{\hat {\mathbf {e} }}_{i}\right)\cdot \left(\sum _{j=1}^{3}v_{j}\mathbf {e} _{j}\right)=\sum _{i=1}^{3}\sum _{j=1}^{3}u_{i}v_{j}({\hat {\mathbf {e} }}_{i}\cdot {\hat {\mathbf {e} }}_{j})\,\!}。
由於基底是標準正交基，基底向量相互正交歸一：
{\displaystyle {\hat {\mathbf {e} }}_{i}\cdot {\hat {\mathbf {e} }}_{j}=\delta _{ij}\,\!}；
其中，{\displaystyle \ \delta _{ij}\,\!}就是克羅內克函數。當{\displaystyle i=j\,\!}時，則{\displaystyle \delta _{ij}=1\,\!}，否則{\displaystyle \delta _{ij}=0\,\!}。
邏輯上，在方程式內的任意項目，若遇到了克羅內克函數{\displaystyle \ \delta _{ij}\,\!}，就可以把方程式中的標號{\displaystyle i\,\!}轉為{\displaystyle j\,\!}或者把標號{\displaystyle j\,\!}轉為{\displaystyle i\,\!}。所以，
{\displaystyle \mathbf {u} \cdot \mathbf {v} =\sum _{i=1}^{3}\sum _{j=1}^{3}u_{i}v_{j}\delta _{ij}=\sum _{i=1}^{3}u_{i}v_{i}\,\!}。

## 向量的叉積
採用同樣的標準正交基{\displaystyle {\hat {\mathbf {e} }}_{1}\,\!}、{\displaystyle {\hat {\mathbf {e} }}_{2}\,\!}及{\displaystyle {\hat {\mathbf {e} }}_{3}\,\!}，兩個向量{\displaystyle \mathbf {u} \,\!}與{\displaystyle \mathbf {v} \,\!}的叉積，以方程式表示為
{\displaystyle \mathbf {u} \times \mathbf {v} =(u^{j}{\hat {\mathbf {e} }}_{j})\times (v^{k}{\hat {\mathbf {e} }}_{k})=\left(\sum _{j=1}^{3}u_{j}{\hat {\mathbf {e} }}_{j}\right)\times \left(\sum _{k=1}^{3}v_{k}{\hat {\mathbf {e} }}_{k}\right)\,\!}
{\displaystyle =\sum _{j=1}^{3}\sum _{k=1}^{3}u_{j}v_{k}(\mathbf {e} _{j}\times \mathbf {e} _{k})=\sum _{j=1}^{3}\sum _{k=1}^{3}u_{j}v_{k}\epsilon _{ijk}\mathbf {e} _{i}\,\!}。
注意到
{\displaystyle {\hat {\mathbf {e} }}_{j}\times {\hat {\mathbf {e} }}_{k}=\epsilon _{ijk}{\hat {\mathbf {e} }}_{i}\,\!}；
其中，張量{\displaystyle \ \epsilon _{ijk}\,\!}是列维-奇维塔符号，定義為
| {\displaystyle \epsilon _{ijk}=\epsilon ^{ijk}\ {\stackrel {def}{=}}{\begin{cases}+1\\-1\\0\end{cases}}\,\!} | ，若{\displaystyle (i,j,k)=\,\!} {\displaystyle \{1,2,3\}\,\!}、{\displaystyle \{2,3,1\}\,\!}或{\displaystyle \{3,1,2\}\,\!} （偶置換） |
| {\displaystyle \epsilon _{ijk}=\epsilon ^{ijk}\ {\stackrel {def}{=}}{\begin{cases}+1\\-1\\0\end{cases}}\,\!} | ，若{\displaystyle (i,j,k)=\,\!} {\displaystyle \{3,2,1\}\,\!}、{\displaystyle \{2,1,3\}\,\!}或{\displaystyle \{1,3,2\}\,\!}（奇置換）  |
| {\displaystyle \epsilon _{ijk}=\epsilon ^{ijk}\ {\stackrel {def}{=}}{\begin{cases}+1\\-1\\0\end{cases}}\,\!} | ，若 {\displaystyle i=j\,\!}、{\displaystyle j=k\,\!}或{\displaystyle i=k\,\!}                                                          |

所以，
{\displaystyle \mathbf {u} \times \mathbf {v} =(u^{2}v^{3}-u^{3}v^{2}){\hat {\mathbf {e} }}_{1}+(u^{3}v^{1}-u^{1}v^{3}){\hat {\mathbf {e} }}_{2}+(u^{1}v^{2}-u^{2}v^{1}){\hat {\mathbf {e} }}_{3}\,\!}。
設定{\displaystyle \mathbf {w} =\mathbf {u} \times \mathbf {v} \,\!}，那麼，
{\displaystyle w^{i}{\hat {\mathbf {e} }}_{i}=\epsilon ^{ijk}u_{j}v_{k}{\hat {\mathbf {e} }}_{i}\,\!}。
所以，
{\displaystyle \ w^{i}=\epsilon ^{ijk}u_{j}v_{k}\,\!}。

## 向量的共變分量和反變分量
在歐幾里得空間{\displaystyle \mathbb {V} \,\!}裏，共變向量和反變向量之間的區分很小。這是因為能夠使用內積運算從向量求得餘向量；對於所有向量{\displaystyle \mathbf {b} \,\!}，通過下述方程式，向量{\displaystyle \mathbf {a} \,\!}唯一地確定了餘向量{\displaystyle {\boldsymbol {\alpha }}\,\!}：
{\displaystyle {\boldsymbol {\alpha }}(\mathbf {b} )=\mathbf {a} \cdot \mathbf {b} \,\!}。
逆過來，通過上述方程式，每一個餘向量{\displaystyle {\boldsymbol {\alpha }}\,\!}唯一地確定了向量{\displaystyle \mathbf {a} \,\!}。由於這向量與餘向量的相互辨認，我們可以提到向量的共變分量和反變分量；也就是說，它們只是同樣向量對於基底和其對偶基底的不同表現。
給予{\displaystyle \mathbb {V} \,\!}的一個基底{\displaystyle {\mathfrak {f}}=(X_{1},X_{2},\dots ,X_{n})\,\!}，則必存在一個唯一的對偶基底{\displaystyle {\mathfrak {f}}^{\sharp }=(Y^{1},Y^{2},\dots ,Y^{n})\,\!}，滿足
{\displaystyle Y^{i}\cdot X_{j}=\delta _{j}^{i}\,\!}；
其中，張量{\displaystyle \delta _{j}^{i}\,\!}是克羅內克函數。
以這兩種基底，任意向量{\displaystyle \mathbf {a} \,\!}可以寫為兩種形式
{\displaystyle {\begin{aligned}\mathbf {a} &=\sum _{i}a^{i}[{\mathfrak {f}}]X_{i}={\mathfrak {f}}\,\mathbf {a} [{\mathfrak {f}}]\\&=\sum _{i}a_{i}[{\mathfrak {f}}]Y^{i}={\mathfrak {f}}^{\sharp }\,\mathbf {a} [{\mathfrak {f}}^{\sharp }]\end{aligned}}\,\!} ；
其中，{\displaystyle a^{i}[{\mathfrak {f}}]\,\!}是向量{\displaystyle \mathbf {a} \,\!}對於基底{\displaystyle {\mathfrak {f}}\,\!}的反變分量，{\displaystyle a_{i}[{\mathfrak {f}}]\,\!}是向量{\displaystyle \mathbf {v} \,\!}對於基底{\displaystyle {\mathfrak {f}}\,\!}的共變分量，

### 歐幾里得空間

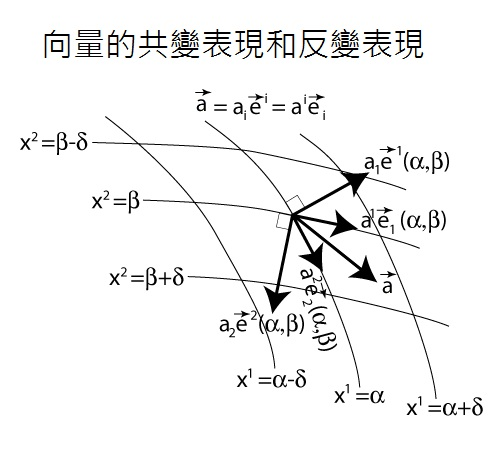
將向量 投影於坐標軸，可以求得其反變分量；將向量投影於坐標曲面的法線，可以求得其共變分量。

在歐幾里得空間{\displaystyle \mathbb {R} ^{3}\,\!}裏，使用內積運算，能夠從向量求得餘向量。給予一個可能不是標準正交基的基底，其基底向量為{\displaystyle \mathbf {e} _{1}\,\!}、{\displaystyle \mathbf {e} _{2}\,\!}、{\displaystyle \mathbf {e} _{3}\,\!}，就可以計算其對偶基底的基底向量：
{\displaystyle \mathbf {e} ^{1}={\frac {\mathbf {e} _{2}\times \mathbf {e} _{3}}{\tau }};\qquad \mathbf {e} ^{2}={\frac {\mathbf {e} _{3}\times \mathbf {e} _{1}}{\tau }};\qquad \mathbf {e} ^{3}={\frac {\mathbf {e} _{1}\times \mathbf {e} _{2}}{\tau }}\,\!}；
其中，{\displaystyle \tau =\mathbf {e} _{1}\cdot (\mathbf {e} _{2}\times \mathbf {e} _{3})\,\!}是基底向量{\displaystyle \mathbf {e} _{1}\,\!}、{\displaystyle \mathbf {e} _{2}\,\!}、{\displaystyle \mathbf {e} _{3}\,\!}共同形成的平行六面體的體積。
反過來計算，
{\displaystyle \mathbf {e} _{1}={\frac {\mathbf {e} ^{2}\times \mathbf {e} ^{3}}{\tau '}};\qquad \mathbf {e} _{2}={\frac {\mathbf {e} ^{3}\times \mathbf {e} ^{1}}{\tau '}};\qquad \mathbf {e} _{3}={\frac {\mathbf {e} ^{1}\times \mathbf {e} ^{2}}{\tau '}}\,\!}；
其中，{\displaystyle \tau '=\mathbf {e} ^{1}\cdot (\mathbf {e} ^{2}\times \mathbf {e} ^{3})=1/\tau \,\!}是基底向量{\displaystyle \mathbf {e} ^{1}\,\!}、{\displaystyle \mathbf {e} ^{2}\,\!}、{\displaystyle \mathbf {e} ^{3}\,\!}共同形成的平行六面體的體積。
雖然{\displaystyle \mathbf {e} _{i}\,\!}與{\displaystyle \mathbf {e} ^{j}\,\!}並不相互標準正交，它們相互對偶：
{\displaystyle \mathbf {e} _{i}\cdot \mathbf {e} ^{j}=\delta _{i}^{j}\,\!}。
雖然{\displaystyle \mathbf {e} ^{i}\,\!}與{\displaystyle \mathbf {e} _{j}\,\!}並不相互標準正交，它們相互對偶：
{\displaystyle \mathbf {e} ^{i}\cdot \mathbf {e} _{j}=\delta _{j}^{i}\,\!}。
這樣，任意向量{\displaystyle \mathbf {a} \,\!}的反變分量為
{\displaystyle a^{1}=\mathbf {a} \cdot \mathbf {e} ^{1};\qquad a^{2}=\mathbf {a} \cdot \mathbf {e} ^{2};\qquad a^{3}=\mathbf {a} \cdot \mathbf {e} ^{3}\,\!}。
類似地，共變分量為
{\displaystyle a_{1}=\mathbf {a} \cdot \mathbf {e} _{1};\qquad a_{2}=\mathbf {a} \cdot \mathbf {e} _{2};\qquad a_{3}=\mathbf {a} \cdot \mathbf {e} _{3}\,\!}。
這樣，{\displaystyle \mathbf {a} \,\!}可以表示為
{\displaystyle \mathbf {a} =a_{i}\mathbf {e} ^{i}=a_{1}\mathbf {e} ^{1}+a_{2}\mathbf {e} ^{2}+a_{3}\mathbf {e} ^{3}\,\!}，
或者，
{\displaystyle \mathbf {a} =a^{i}\mathbf {e} _{i}=a^{1}\mathbf {e} _{1}+a^{2}\mathbf {e} _{2}+a^{3}\mathbf {e} _{3}\,\!}。
綜合上述關係式，
{\displaystyle \mathbf {a} =(\mathbf {a} \cdot \mathbf {e} _{i})\mathbf {e} ^{i}=(\mathbf {a} \cdot \mathbf {e} ^{i})\mathbf {e} _{i}\,\!}。
向量{\displaystyle \mathbf {a} \,\!}的共變分量為
{\displaystyle a_{i}=\mathbf {a} \cdot \mathbf {e} _{i}=(a^{j}\mathbf {e} _{j})\cdot \mathbf {e} _{i}=(\mathbf {e} _{j}\cdot \mathbf {e} _{i})a^{j}=g_{ji}a^{j}\,\!}；
其中，{\displaystyle g_{ji}=\mathbf {e} _{j}\cdot \mathbf {e} _{i}\,\!}是度規張量。
向量{\displaystyle \mathbf {a} \,\!}的反變分量為
{\displaystyle a^{i}=\mathbf {a} \cdot \mathbf {e} ^{i}=(a_{j}\mathbf {e} ^{j})\cdot \mathbf {e} ^{i}=(\mathbf {e} ^{j}\cdot \mathbf {e} ^{i})a_{j}=g^{ji}a_{j}\,\!} ;
其中，{\displaystyle g^{ji}=\mathbf {e} ^{j}\cdot \mathbf {e} ^{i}\,\!}是共軛度規張量。
共變分量的標號是下標，反變分量的標號是上標。假若共變基底向量組成的基底是標準正交基，或反變基底向量組成的基底是標準正交基，則共變基底與反變基底相互等價。那麼，就沒有必要分辨共變分量和反變分量，所有的標號都可以用下標來標記。

## 抽象定義
思考維度為{\displaystyle n\,\!}的向量空間{\displaystyle \mathbb {V} \,\!}。給予一個可能不是標準正交基的基底{\displaystyle (\mathbf {e} _{1},\mathbf {e} _{2},\dots ,\mathbf {e} _{n})\,\!}。那麼，在{\displaystyle \mathbb {V} \,\!}內的向量{\displaystyle \mathbf {v} \,\!}，對於這基底，其分量為{\displaystyle v^{1}\,\!}、{\displaystyle v^{2}\,\!}、...{\displaystyle v^{n}\,\!}。以方程式表示，
{\displaystyle \mathbf {v} =v^{i}\mathbf {e} _{i}.\,\!}。
在這方程式右手邊，標號{\displaystyle i\,\!}在同一項目出現了兩次，一次是上標，一次是下標，因此，從{\displaystyle i\,\!}等於{\displaystyle 1\,\!}到{\displaystyle n\,\!}，這項目的每一個可能值都必須總和在一起。
愛因斯坦約定的優點是，它可以應用於從{\displaystyle \mathbb {V} \,\!}用張量積和對偶性建立的向量空間。例如，{\displaystyle \mathbb {V} \otimes \mathbb {V} \,\!}，{\displaystyle \mathbb {V} \,\!}與自己的張量積，擁有由形式為{\displaystyle \mathbf {e} _{ij}=\mathbf {e} _{i}\otimes \mathbf {e} _{j}\,\!}的張量組成的基底。任意在{\displaystyle \mathbb {V} \otimes \mathbb {V} \,\!}內的張量{\displaystyle \mathbf {T} \,\!}可以寫為
{\displaystyle \mathbf {T} =T^{ij}\mathbf {e} _{ij}\,\!}。
向量空間{\displaystyle \mathbb {V} \,\!}的對偶空間{\displaystyle \mathbb {V} ^{*}\,\!}擁有基底{\displaystyle (\mathbf {e} ^{1},\mathbf {e} ^{2},\dots ,\mathbf {e} ^{n})\,\!}，遵守規則
{\displaystyle \mathbf {e} ^{i}\cdot \mathbf {e} _{j}=\delta _{j}^{i}\,\!}；
其中，{\displaystyle \delta _{j}^{i}\,\!}是克羅內克函數。

## 範例
為了更明確地解釋愛因斯坦求和約定，在這裏給出幾個簡單的例子。
- 思考四維時空，標號的值是從0到3。兩個張量，經過張量縮併（tensor contraction）運算後，變為一個純量：

{\displaystyle c=a^{\mu }b_{\mu }=a^{0}b_{0}+a^{1}b_{1}+a^{2}b_{2}+a^{3}b_{3}\,\!}。
- 方程式的右手邊有兩個項目：

{\displaystyle c^{\nu }=a^{\mu \nu }b_{\mu }+f^{\nu }=a^{0\nu }b_{0}+a^{1\nu }b_{1}+a^{2\nu }b_{2}+a^{3\nu }b_{3}+f^{\nu }\,\!}。
由於運算結果與標號{\displaystyle \mu \,\!}和{\displaystyle \nu \,\!}無關，可以被其它標號隨意更換，所以，{\displaystyle \mu \,\!}和{\displaystyle \nu \,\!}稱為傀標號。
自由標號是沒有被總和的標號。自由標號應該出現於方程式的每一個項目裏，而且在每一個項目裏只出現一次。在上述方程式裏，{\displaystyle \nu \,\!}是自由標號，每一個項目都必須有同樣的自由標號。注意到在項目{\displaystyle a^{\mu \nu }b_{\mu }\,\!}裏，標號{\displaystyle \mu \,\!}出現了兩次，一次是上標，一次是下標，所以，這項目的所有可能值都必須總和在一起。稱{\displaystyle \mu \,\!}為求和標號。
- 思考在黎曼空間的弧線元素長度{\displaystyle ds\,\!}：

{\displaystyle ds^{2}=g_{ij}dx^{i}dx^{j}=g_{0j}dx^{0}dx^{j}+g_{1j}dx^{1}dx^{j}+g_{2j}dx^{2}dx^{j}+g_{3j}dx^{3}dx^{j}\,\!}。請將這兩種標號跟自由變量和約束變量相比較。
進一步擴展，
{\displaystyle ds^{2}=g_{00}dx^{0}dx^{0}+g_{10}dx^{1}dx^{0}+g_{20}dx^{2}dx^{0}+g_{30}dx^{3}dx^{0}\,\!}
{\displaystyle \qquad +g_{01}dx^{0}dx^{1}+g_{11}dx^{1}dx^{1}+g_{21}dx^{2}dx^{1}+g_{31}dx^{3}dx^{1}\,\!}
{\displaystyle \qquad +g_{02}dx^{0}dx^{2}+g_{12}dx^{1}dx^{2}+g_{22}dx^{2}dx^{2}+g_{32}dx^{3}dx^{2}\,\!}
{\displaystyle \qquad +g_{03}dx^{0}dx^{3}+g_{13}dx^{1}dx^{3}+g_{23}dx^{2}dx^{3}+g_{33}dx^{3}dx^{3}\,\!}。
注意到{\displaystyle ds^{2}\,\!}是{\displaystyle ds\,\!}乘以{\displaystyle ds\,\!}，是{\displaystyle (ds)^{2}\,\!}，而不是{\displaystyle (s^{2})\,\!}坐標的微小元素。當有疑慮時，可以用括號來分歧義。

## 參閱
- 狄拉克標記
- 抽象指标记号
- 潘洛斯圖形標記法（Penrose graphical notation）

## 外部連結
- Rawlings, Steve,  (PDF), Oxford University, 2007-02-01  [2010-05-10], （原始内容 (PDF)存档于2017-01-06）